# Mantidactylus bourgati
A Mantidactylus bourgati  a kétéltűek (Amphibia) osztályába és  a békák (Anura) rendjébe, az aranybékafélék (Mantellidae) családjába tartozó faj. 

## Előfordulása
Madagaszkár endemikus faja. Az Andringitra-masszívumben, 1400–2000 m-es tengerszint feletti magasságban honos.

## Nevének eredete
A fajt Bourgat professzor, a Loméi Egyetemen tanára tiszteletére nevezték el.

## Taxonómiai besorolása
A faj 2006-ig a Mantidactylus curtus szinonímája volt, ahová 1991-ben Blommers-Schlösser és Blanc helyezte. Innen emelte Frank Glaw és Miguel Vences önálló fajjá.

## Megjelenése
Kis méretű Mantidactylus faj. Morfológiája és színe változatos. Hegyi erdőkben és az erdők mellett patakok mentén fordul elő.

## Természetvédelmi helyzete
A vörös lista a veszélyeztetett fajok között tartja nyilván. Populációjának mérete nem ismert. Egy védett területen, az Andringitra Nemzeti Parkban fordul elő.